# District de Mường Ảng
Mường Ảng est un district rural de la province de Điện Biên dans la région du Nord-ouest du Viêt Nam. 

## Géographie
La superficie du district est de 443,2 km2. 
Le chef-lieu du district est Mường Ảng.